# Miguel Ángel Abarca
Miguel Ángel Abarca Ribas, (nacido el 28 de marzo de 1965 en Barcelona, Cataluña) es un exjugador de baloncesto español. Con 1.94 de estatura, su puesto natural en la cancha era el de alero. 

## Trayectoria
- Cantera Joventut de Badalona.
- Joventut de Badalona (1984-1986)
- Caja Ronda (1986-1988)
- Obradoiro (1988-1989)
- Club Baloncesto Murcia (1989-1991)
- Obradoiro (1991-1992)
- Montehuelva (1992-1994)
- CAB Coruña (1994-1996)